# Austrodecus (Tubidecus) oferrecans
Austrodecus (Tubidecus) oferrecans is een zeespin uit de familie Austrodecidae. De soort behoort tot het geslacht Austrodecus. Austrodecus (Tubidecus) oferrecans werd in 2000 voor het eerst wetenschappelijk beschreven door Bamber. 